# Diecezja Palm Beach
Diecezja Palm Beach (łac. Dioecesis Litoris Palmensis, ang. Diocese of Palm Beach) – diecezja Kościoła rzymskokatolickiego w metropolii Miami w Stanach Zjednoczonych. Swym zasięgiem obejmuje południowo-wschodnią część stanu Floryda. 

## Historia
Diecezja została kanonicznie erygowana 16 czerwca 1984 roku przez papieża Jana Pawła II. Wyodrębniono ją z archidiecezji Miami i diecezji Orlando. Pierwszym ordynariuszem został dotychczasowy biskup pomocniczy Bostonu Thomas Daily (ur. 1927), późniejszy biskup Brooklynu. Diecezja jest znana opinii publicznej z powodu skandalu seksualnego z przełomu wieków, kiedy to okazało się, że bp Symons molestował nieletnich gdy był jeszcze zwykłym księdzem. Jego następca bp O’Connell po trzech latach urzędowania przyznał się do molestowania kleryka i tak jak poprzednik złożył rezygnację.

## Ordynariusze
- Thomas Daily (1984-1990)
- Joseph Symons (1990-1998)
- Anthony Joseph O’Connell (1999-2002)
- Seán O’Malley OFM Cap. (2002-2003)
- Gerald Barbarito (od 2003)

## Podział administracyjny diecezji
W diecezji znajduje się 50 parafii zorganizowanych w 5 następujących dekanatów:
- Dekanat Palm Beach
- Dekanat Martin
- Dekanat St. Lucie
- Dekanat Okeechobee
- Dekanat Indian River